# Buxheimer Orgelbuch

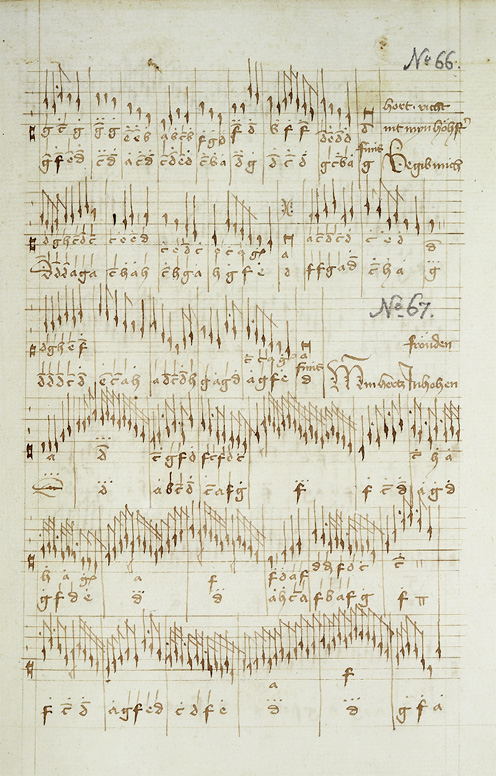
Una pagina del manoscritto originale

Il Buxheimer Orgelbuch è un manoscritto redatto intorno al 1450-1470 e rinvenuto nel priorato della cittadina tedesca di Buxheim, in Baviera, che costituisce una delle più importanti raccolte di musica per organo del XV secolo. Gran parte dei testi originali sono conservati nella Biblioteca di Stato di Monaco di Baviera.

## Descrizione
Il manoscritto fu redatto da otto diversi amanuensi.
Contiene oltre 250 brani composti dai più famosi autori di musica per organo dell'epoca.
Vi si trovano composizioni, tra gli altri, di Johannes Bedyngham, Gilles Binchois, Johannes Ciconia, Guillaume Dufay, John Dunstable e Conrad Paumann.

## Contenuto
Il Buxheimer Orgelbuch contiene i seguenti brani:
| Brano                                                                  | Compositore           | N° del Ms. | Folio     |
| ---------------------------------------------------------------------- | --------------------- | ---------- | --------- |
| Ach guter gessel was zichstu (zeihst du) mich                          | Autore anonimo        | 10         |           |
| Adyen matres belle (Adieu mes tres belles amours)                      | Gilles Binchois       | 143        |           |
| Adyen matres belle                                                     | Gilles Binchois       | 144        |           |
| Adyen matres belle                                                     | Gilles Binchois       | 196        |           |
| Ad primum morsum                                                       | Autore anonimo        | 178        |           |
| Aliud mi ut re ut                                                      | Autore anonimo        | 119        | 64        |
| Aliud Inicium Jeloemors                                                | Autore anonimo        | 169        |           |
| Allegalea                                                              | Autore anonimo        | 185        |           |
| Amen                                                                   | Autore anonimo        | 71         | 39v       |
| Anna basanna quarta (Une fois avant que mourir)                        | Autore anonimo        | 89         |           |
| Anna basanna tertia (Anna basanna)                                     | Autore anonimo        | 90         |           |
| Anna basanna tertia                                                    | Autore anonimo        | 91         |           |
| Anna basanna                                                           | Autore anonimo        | 92         |           |
| Arrogamer (Arroganyer)                                                 | Autore anonimo        | 120        | 65        |
| Ascendus simplex... etc.                                               | Autore anonimo        | 231-235    | 124v-142v |
| Aue regina                                                             | Walter Frye           | 159-160    |           |
| Ave regina                                                             | Autore anonimo        |            | 167v      |
| Efs ist gewesen schertz                                                | Autore anonimo        | 238        |           |
| Begib mich nit myn höchter hort, vicht                                 | Autore anonimo        | 66         | 36        |
| Bekenne myn klag die mir an lyt                                        | Autore anonimo        | 227        |           |
| Sequitur Benedicite                                                    | Autore anonimo        | 41         |           |
| Benedicite                                                             | Autore anonimo        | 68         |           |
| Benedicite (aliud)                                                     | Autore anonimo        | 69         |           |
| Benedicite (aliud)                                                     | Autore anonimo        | 70         |           |
| Benedicite                                                             | Autore anonimo        | 224        |           |
| Biss wolgemut trüt                                                     | Autore anonimo        | 204        |           |
| Bonus Tactus                                                           | Conrad Paumann        |            |           |
| Boumgartner [J.]                                                       | Autore anonimo        | 110        | 61        |
| Bystu die rechte (Modo como)                                           | Autore anonimo        | 79         |           |
| Christ ist erstanden                                                   | Autore anonimo        | 45         |           |
| Christus resurrexit                                                    | Autore anonimo        | 46         |           |
| Colinetto quartum notraum                                              | Collinet de Lannoy    | 56         |           |
| Colinetto tertium notraum                                              | Collinet de Lannoy    | 57         |           |
| Con lacrime                                                            | Autore anonimo        | 137-139    |           |
| Creature                                                               | Autore anonimo        | 111        |           |
| Christus surrexit                                                      | Autore anonimo        | 165        |           |
| Christus surrexit mala nostra texit Et quos dilexit Hos ad celos vexit | Autore anonimo        | 166        |           |
| Con lacrime, m C. C.                                                   | Johannes Ciconia      | 38         | 16r       |
| Dasselbe Lied zweistimmig bearbeitet                                   | Autore anonimo        | 203        | 112v      |
| Da madame                                                              | Autore anonimo        | 3          |           |
| Der Dickel Mit Siner Huowerin                                          | Autore anonimo        | 177        |           |
| Des Klaffers Nyd Tüt Mich Myden                                        | Autore anonimo        | 146        | 78v       |
| Decendi Inortum micum                                                  | Autore anonimo        | 161        |           |
| De longe süx                                                           | Autore anonimo        | 59-60      |           |
| Des meyen zit die                                                      | Autore anonimo        | 84         |           |
| Des meyen zit die för da her                                           | Autore anonimo        | 213        |           |
| Der Füterer                                                            | Boumgartner           | 107        |           |
| Der einen liben bulen hatt                                             | Autore anonimo        | 126        |           |
| Der Sumer                                                              | Autore anonimo        | 23         | 10        |
| Der Winter Will Hin Wichen der Was Mir Huwer Also Lang                 | Autore anonimo        | 32-34      | 12        |
| Die Ich Erwelt Und Mir Gewelt                                          | Autore anonimo        | 179        |           |
| Die süß nachtigall                                                     | Autore anonimo (XVIe) | 108        |           |
| Die vaßnacht bringt trurig Zit                                         | Autore anonimo        | 174        |           |
| Die wie lang                                                           | Autore anonimo        | 247        |           |
| Dies est Leticie In ortu regali                                        | Autore anonimo        | 167        |           |
| E schlaue                                                              | Arnold de Lantins     | 101-102    | 57v-59v   |
| Ein buer gein holtze                                                   | Jacobus Viletti       | 115        |           |
| Ein fröuwlin edel von natuer                                           | Autore anonimo        | 19-20      | 9         |
| Ein gut selig jar wünsch ich dir                                       | Autore anonimo        | 86         |           |
| Einiger trost                                                          | Autore anonimo        | 184        |           |
| Ellend                                                                 | Autore anonimo        | 48         |           |
| Ellend and Jamer                                                       | Autore anonimo        | 49         |           |
| Ellend is gemeyn                                                       | Autore anonimo        | 50         |           |
| Ellend ich bin Hin ist myn trost                                       | Autore anonimo        | 131-132    |           |
| Es fur ein Buer int holtze                                             | Autore anonimo        | 87         |           |
| Es fur ein Buer int holtze                                             | Autore anonimo        | 182        |           |
| Echt bgirlich                                                          | Autore anonimo        | 109        |           |
| Entrepris                                                              | Johannes Franchois    | 106        | 59v       |
| Fates moy                                                              | Autore anonimo        | 125        |           |
| Fortune                                                                | Autore anonimo        | 124        |           |
| Franckurgenti (Franc cuer gentil)                                      | Guillaume Dufay       | 116        |           |
| Frow myn willen nym ungut                                              | Autore anonimo        | 22         |           |
| Füren so min hertz das brindt                                          | Autore anonimo        | 188        |           |
| Gantz itel truw                                                        | Autore anonimo        | 176        |           |
| Gaudeamus                                                              | Autore anonimo        | 35         |           |
| Gedencken mir vil senen bringt                                         | Autore anonimo        | 147        |           |
| Gedenck daran du werdes ein                                            | Autore anonimo        | 7          | 2v        |
| Ge loy mors (Je loe amours)                                            | Gilles Binchois       | 16         |           |
| Ge loy mors (Je loe amours)                                            | Gilles Binchois       | 18         |           |
| Geytes                                                                 | Autore anonimo        | 114        |           |
| Gignit                                                                 | Autore anonimo        | 105        |           |
| Gloria de Sancta Maria Vergine (Et in terra pax hominibus de S. maria) | Autore anonimo        | 151        |           |
| Gragandolor                                                            | Autore anonimo        | 121        |           |
| Hertz mut vnd all myn synn                                             | Autore anonimo        | 197        |           |
| Ich beger mit mer                                                      | Conrad Paumann        | 99         | 57r       |
| Ich bin by Ir Sie weyßt nit darumb                                     | Autore anonimo        | 140        |           |
| Ich bin by I Sie weßt nit darumb                                       | Autore anonimo        | 141        |           |
| Ich bin by Ir                                                          | Autore anonimo        | 142        |           |
| Ich lafs nit ab                                                        | Autore anonimo        | 193        | 109       |
| Ich sah ein bild in blawer weyt                                        | Autore anonimo        | 88         |           |
| Ich sach ein bild                                                      | Autore anonimo        | 172        |           |
| Incipit Fundamentum M.c.p. C. (Magistri Conradi Paumann Contrapuncti)  | Conrad Paumann        | 189        | 97        |
| Incipit Fundamentum M.c.p. C.                                          | Conrad Paumann        | 191        |           |
| Inicium Jeloemors (cf. 16)                                             | Autore anonimo        | 168        |           |
| In wunnigklichem schertzen                                             | Autore anonimo        | 8          |           |
| J'ay pris amours                                                       | Autore anonimo        | 239        |           |
| Je loy mors M.C.C.b in cytaris vel etiam in organis 3 vocum (Gelemors) | Gilles Binchois       | 17         | 7r        |
| Jhesu bone                                                             | Autore anonimo        | 1          |           |
| Johann Tonroutt                                                        | Autore anonimo        | 162        |           |
| Josophanie salve radix (Le souvenir)                                   | Autore anonimo        | 250        | 162r      |
| Kem mir ein strost                                                     | Autore anonimo        | 64         | 34v       |
| Ker Uber Her Zu Mir Ker Her                                            | Autore anonimo        | 183        |           |
| Kyrieleyson de Sancta Maria Virgine                                    | Autore anonimo        | 150        |           |
| Kyrieleyson pascale                                                    | Autore anonimo        | 152        |           |
| Kyrie Angelicum (Kyrie eleison Angelicum)                              | Autore anonimo        | 153        |           |
| Kyrie eleison de apostolis I                                           | Autore anonimo        | 154        |           |
| Kyrie eleison de apostolis II                                          | Autore anonimo        | 155        |           |
| Lardant desier (L'Ardant désire)                                       | Autore anonimo        | 133-134    |           |
| Leucht leucht wuniglicher sunnen zin                                   | Autore anonimo        | 27-29      | 10v-11r   |
| Le souenir (Le Souvenir de vous me tue)                                | Robert Morton         | 256        |           |
| Leu serviteur                                                          | Autore anonimo        | 11         |           |
| Leu serviteur                                                          | Autore anonimo        | 226        |           |
| Lieb ist aller welt ist meinsterinne                                   | Autore anonimo        | 221        |           |
| Lieblich Vernuwet                                                      | Autore anonimo        | 220        |           |
| Longus tenor                                                           | Autore anonimo        | 54         |           |
| Longus tenor quartum notraum                                           | Autore anonimo        | 55         |           |
| Luffile                                                                | Autore anonimo        | 145        |           |
| Luffile                                                                | Autore anonimo        | 198        |           |
| Magnificat octavi toni                                                 | Autore anonimo        | 24         |           |
| Magnificat 8 toni                                                      | Autore anonimo        | 77         |           |
| Magnificat I toni cum differencia                                      | Autore anonimo        | 47         |           |
| Magnificat 8 toni                                                      | Autore anonimo        | 248        |           |
| Maria tusolacium (Amen ultimo cantamus)                                | Paumgartner           | 74         |           |
| Mille bon Jores (Mille bonjours)                                       | Guillaume Dufay       | 127        |           |
| Min fröud stet ungemessen                                              | Autore anonimo        | 9          |           |
| Min hertz das hatt lange                                               | Autore anonimo        | 85         |           |
| Min hertz das hätt sich ser gefröwet                                   | Paumgartner           | 25         |           |
| Min liebste zart                                                       | Autore anonimo        | 6          |           |
| Mi ut re ut e c d c (Venise)                                           | Autore anonimo        | 118        | 63        |
| My ut re ut E c d c                                                    | Autore anonimo        | 212        | 117       |
| Min freud mocht sich wol meren                                         | Autore anonimo        | 42         | 20v       |
| Min freud mocht sich wol meren                                         | Autore anonimo        | 129-130    |           |
| Min Hertz In Hohen fröuden                                             | G. de Putenheim       | 181        | 94v       |
| Min Hertz In Hohen fröuden                                             | G. de Putenheim       | 67         | 36        |
| Min Lieby Zart                                                         | Autore anonimo        | 192        |           |
| Min synn die sind mir trübt                                            | Autore anonimo        | 187        |           |
| Min traut geselle                                                      | Autore anonimo        | 21         | 9v        |
| Mir ist zerstört                                                       | Autore anonimo        | 5          | 2         |
| Mit ganzem Willen etc.                                                 | Paumgartner           | 214        |           |
| Möcht ich din begern                                                   | Autore anonimo        | 12         | 4         |
| Möcht ich din begern (Iste tenor adhuc semen sed in alio coro ec)      | Autore anonimo        | 13         |           |
| Mocht mich gedenchen bringen Da hin                                    | Autore anonimo        | 215        |           |
| Modo comor                                                             | Autore anonimo        | 81         |           |
| Mombin imparfay                                                        | Autore anonimo        | 62         |           |
| Nach diner Lieby stett mir meyn synn                                   | Autore anonimo        | 164        |           |
| O florens rosa, mater Christi                                          | Autore anonimo        | 2          |           |
| O gloriosa domina                                                      | Paumgartner           | 200-201    |           |
| O Intemerata virginitas                                                | Autore anonimo        | 225        |           |
| O regina glie                                                          | Autore anonimo        | 211        |           |
| O rosa bella                                                           | John Dunstable        | 39         |           |
| O rosa bella                                                           | John Dunstable        | 103        |           |
| O rosa bella                                                           | John Dunstable        | 104        |           |
| Ob Lieb Din Lieb                                                       | Autore anonimo        | 180        |           |
| O werder trost                                                         | Autore anonimo        | 26         |           |
| Pange lingua gloriosi                                                  | Autore anonimo        | 163        |           |
| Patrem omnipotentem                                                    | Autore anonimo        | 222        |           |
| Par le regart etc.                                                     | Guillaume Dufay       | 30-31      |           |
| Portugaler                                                             | Autore anonimo        | 43         | 21r-21v   |
| Praeambulum Super C                                                    | Autore anonimo        | 194        |           |
| Praeambulum Super C                                                    | Autore anonimo        | 216        |           |
| Praeambulum super d                                                    | Autore anonimo        | 112        |           |
| Praeambulum super f                                                    | Autore anonimo        | 195        |           |
| Praeambulum Super ff                                                   | Autore anonimo        | 58         |           |
| Praeambulum super G                                                    | Autore anonimo        | 53         |           |
| 7 preambula                                                            | Autore anonimo        | 240-246    |           |
| Puisque mammor                                                         | John Dunstable        | 61         |           |
| Pulcherrima de Virgine                                                 | Autore anonimo        | 228        |           |
| Quatuons                                                               | Autore anonimo        | 123        |           |
| Qui vult messite (Qui veut mesdire)                                    | Gilles Binchois       | 128        |           |
| Radix                                                                  | Autore anonimo        | 251        | 162v      |
| Redeuntes in mi                                                        | Autore anonimo        |            |           |
| Redeuntes super ut et fa                                               | Autore anonimo        |            | 145r      |
| Redeuntes in la                                                        | Autore anonimo        |            |           |
| Redeuntes in ré                                                        | Autore anonimo        |            |           |
| Repetitio                                                              | Autore anonimo        | 80         |           |
| Repetitio hujus                                                        | Autore anonimo        | 82         |           |
| Rorate celi de sup. z nubes pl.                                        | Autore anonimo        | 36         |           |
| Salue sancta parens                                                    | Autore anonimo        | 149        |           |
| Salve Regina                                                           | Autore anonimo        | 72         |           |
| Salve Regina                                                           | Autore anonimo        | 73         |           |
| Sanctus Angelicum                                                      | Autore anonimo        | 156        |           |
| Sansoblier                                                             | Bartholäus Bruolo     | 122        |           |
| Se la face ay pale (Se la phase pale)                                  | Guillaume Dufay       | 255        |           |
| Se la fatze ay pal                                                     | Guillaume Dufay       | 83         |           |
| Sebelle anglicum (Sebelle angelicum)                                   | Autore anonimo        | 171        |           |
| Seid ich dich hertzlieb                                                | Autore anonimo        | 249        |           |
| Sequitur aliud fundamentum                                             | Autore anonimo        | 190        | 106v-109r |
| Sequitur fundamentum Magistri Conradi Paumann Contrapuncti             | Conrad Paumann        | 236        | 142v-157v |
| Sequitur Kyrieleison de Apostolis                                      | Autore anonimo        | 157        |           |
| Sequitur Inicium Jeloemors                                             | Autore anonimo        | 170        |           |
| Sig held und heil                                                      | Autore anonimo        | 229        |           |
| Spyra                                                                  | Autore anonimo        | 148        |           |
| Stüblin (Languir en mille destresse)                                   | Autore anonimo        | 135        |           |
| Stüblin                                                                | Autore anonimo        | 136        |           |
| Sub Tuam Protectionem (motet)                                          | John Dunstable        | 40         |           |
| Sub Tuam Protectionem                                                  | John Dunstable        | 158        |           |
| Sur toutes                                                             | Autore anonimo        | 44         |           |
| Tant apart (Tout a par moy)                                            | Walter Frye           | 252-254    |           |
| Thun Jors                                                              | Autore anonimo        | 63         |           |
| Trinck Und Gib Mir Auch (Trink und gib mir auch)                       | Autore anonimo (XVe)  | 173        |           |
| Veni creator spiritus, Hymnus                                          | Autore anonimo        | 78         |           |
| Veni virgo                                                             | Autore anonimo        | 76         |           |
| Vierhundert Jare                                                       | Autore anonimo        | 117        |           |
| Vierhundert Jar                                                        | Autore anonimo        | 199        |           |
| Vil lieber Zit Uff Diser Erde                                          | Johann Gotz           | 37         |           |
| Vil lieber Zit Uff Diser Erde                                          | Johann Götz           | 51         |           |
| Vil lieber Zit Uff Diser Erde                                          | Johann Götz           | 52         | 26v       |
| Vil lieber Zit Uff Diser Erde                                          | Johann Götz           | 93         |           |
| Vil lieber Zit Uff Diser Erde                                          | Johann Götz           | 217        |           |
| Virginem mire pulchritudinis                                           | Autore anonimo        | 75         |           |
| W.J.b.d.d.V. In mentem venuint cucumeus                                | Autore anonimo        | 4          |           |
| Wach uff myn Hort                                                      | Wolkenstein           | 100        | 57v       |
| Wach uff myn Hort                                                      | Wolkenstein           | 218        |           |
| Wann Ich Betracht Die Vasenacht                                        | Autore anonimo        | 175        |           |
| Wafs ich begynn                                                        | Autore anonimo        | 97-98      | 56v-57r   |
| Wafs ich begynn                                                        | Autore anonimo        | 207-209    |           |
| Woluff gesell von hymnen                                               | Autore anonimo        | 186        |           |
| Wilhelmus Öegrant                                                      | Autore anonimo        | 113        | 61v       |
| Wollhin Lass Vögelin Sorgen                                            | Autore anonimo        | 14         |           |
| Wollhin Lass Vögelin Sorgen                                            | Autore anonimo        | 15         |           |
| Wollhin Lass Vögelin Sorgen                                            | Autore anonimo        | 219        |           |
| Wollhin Lass Vögelin Sorgen                                            | Autore anonimo        | 230        |           |
| Wunschlichen schön                                                     | Autore anonimo        | 237        |           |
| Zum nuwen Jare sy dirt gesagt                                          | Autore anonimo        | 65         |           |

## Edizioni (lista parziale)
- Das Buxheimer Orgelbuch. Beschreibung und Abdruck von Tonsätzen, in: Monatshefte für Musik-Geschichte,1887/1888[4]
- Das Buxheimer Orgelbuch, a cura di Bertha Antonia Wallner, Bärenreiter, Kassel 1958-59, 3 voll.[7]